# 紀元前387年
紀元前387年（きげんぜん387ねん）は、ローマ暦の年である。
当時は「パピリウスとフィデナスとマメルキヌスとラナトゥスが共和政ローマ執政武官に就任した年」として知られていた（もしくは、それほど使われてはいないが、ローマ建国紀元367年）。紀年法として西暦（キリスト紀元）がヨーロッパで広く普及した中世時代初期以降、この年は紀元前387年と表記されるのが一般的となった。

## 他の紀年法
- 干支 : 甲午
- 日本
  - 皇紀274年
  - 孝安天皇6年
- 中国
  - 周 - 安王15年
  - 秦 - 恵公13年
  - 晋 - 孝公2年
  - 楚 - 悼王15年
  - 斉 - 康公18年
  - 燕 - 簡公28年
  - 趙 - 武公13年
  - 魏 - 武侯9年
  - 韓 - 烈侯13年
- 朝鮮
  - 檀紀1947年
- ベトナム :
- 仏滅紀元 : 158年
- ユダヤ暦 :

## できごと

### ギリシア
- スパルタ海軍司令官のアンタルキダス(英語版)は、積極的にアテネと敵対するペルシアを支援する。アビュドス(英語版)でのアテネの封鎖から脱出すると、彼はアテネの小軍勢を攻撃して打ち負かし、シラクサから送られた支援隊と自分の艦隊を合流させる。この軍勢と、ペルシアの領国のサトラップたちがすぐに送った船をあわせて、ヘレスポントス海峡へと向かい、そこでアテネへ穀物を運ぶ貿易ルートを断ち切る役を担う。
- キュプロス王エウアゴラス(英語版)やエジプトのファラオハコルへの支援(両者ともペルシアと交戦状態にあった)といったアテネの行動にペルシアは悩まされ、その敵を支援することによりスパルタを弱体化させる政策はすでに賢くないと理解する。よってアンタルキダスはペルシャのサトラップen:Tiribazusと交渉に入り、もし同盟が和平を断ればペルシアはスパルタ側で参戦するという条件で合意する。
- アンタルキダスのスパルタ艦隊はヘレスポントスを支配下に置き、スパルタはアテネのボスポラス貿易と関税を分断する。アテネ人は、約20年前のペロポネソス戦争で負けペルシアの調停に直面した時に、似た状況にあったことを覚えていたので、よって和約を結ぶ用意が整う。
- ペルシア王 アルタクセルクセス2世の支援により、スパルタ王 アゲシラオス2世は「大王の和約」(英語版) (スパルタの使節と指揮官にちなみ「アンタルキダスの和約」(英語版)とも)を、スパルタに有利な方式でギリシア同盟軍と結ぶ。和約のもとでは、全てのアジア本国とキプロスはペルシャの支配下に留まり、リムノス島とイムロズ島とスキュロスはアテネの属国のままであり、その他のギリシア人国家は自治権を得た。大王の和約により、ペルシアはギリシア政治で重要な役割を演じるようになる。
- スパルタの介入の脅迫の下、テーバイは同盟を解散し、アルゴスとコリントスは共同政府を解散する。コリントスは、強固な盟友から引き剥がされ、スパルタのペロポネソス同盟へ加入させられる。8年間続いたコリントス戦争はこうして終結する。
- プラトンがアテネにアカデメイアを創設する。紀元前347年からそこでアリストテレスを教えた。

### シチリア
- ルカニア人 (英語版) の助けを借り、シラクサのディオニュシウス (英語版) はイタリア本土のトゥリ (英語版) やクロトーネやロクリの領土を征服する 。 レギウムが陥落した時、ディオニュシウスはギリシア人の南イタリアの最有力者となる。そして彼は注意をアドリア海へと向ける。
- プラトンは、あまりにも広く言論の自由を行使してしまったがゆえに、ディオニュシウスにシラクサを離れる事を強いられる。プラトンはアテネへと戻り、その郊外に学校を創設する。

### 共和政ローマ
- ローマがブレンヌス率いるガリア人に侵略された後に再建を開始する。
- マルクス・フリウス・カミルスがユピテル神殿を称え、ローマの首都がガリア人に奪われなかったことを記念して 、カピトリウム競技会en:Capitoline Games (en:Ludi Capitolini) を始める。

### 中国
- 秦が蜀を攻撃し、南鄭を取る。
- 呉起が楚に亡命する。
- 秦の恵公が死に、子の出公が即位する。
- 趙の武侯が死に、国人は烈侯の太子章を立て、敬侯となす。
- 韓の烈侯が死に、子の文侯が即位する。

## 誕生
- ヘラクレイデス :古代ギリシャの哲学者。（紀元前312年死）

## 死去
- 恵公、秦の君主（生年不詳）。
- 武公、趙の君主（生年不詳）。
- 烈侯、韓の君主（生年不詳）。
- 文侯、魏の君主。